# Sepulcro de Felipe V e Isabel de Farnesio
El mausoleo de Felipe V e Isabel de Farnesio es una tumba y monumento funerario que guarda los restos de este monarca, primero de la Casa de Borbón en España y su segunda esposa en el relicario de la colegiata del Palacio de la Granja de San Ildefonso en la localidad homónima.

## Historia
Felipe V había dejado ordenado en su testamento ser enterrado a espaldas del altar mayor en un hueco destinado al efecto. Fue este su primer lugar de enterramiento el 17 de julio de 1746, ocho días después de su muerte.
Este segundo sepulcro sería mandado construir por Fernando VI, hijo segundogénito de Felipe V, según diseño encargado a Roma, encomendándose su ejecución al arquitecto Sempronio Subisati, ayudado por Pietro Sermini. Fernando VI deseó que el panteón se reservase únicamente para su padre y no llegase a albergar en un futuro los restos de su viuda, Isabel de Farnesio, reduciendo al mínimo el espacio destinado a albergar el cuerpo del primero con objeto de impedir otra sepultura.
Los trabajos se realizaron entre octubre de 1756 y el 16 de junio de 1758.
Los restos de Felipe V serían sepultados en el nuevo sepulcro el 7 de julio de 1758.
Tras su muerte en 1766, los restos de Isabel de Farnesio serían sepultados junto a los de su marido, Felipe V. Las llaves del sepulcro serían entregadas al cabildo de la colegiata. 

## Descripción
El sepulcro se encuentra en la pared sudeste del relicario de la Real Colegiata de la Santísima Trinidad, anexa al Palacio de La Granja. A su vez, el relicario se encuentra situado en el lado del evangelio de la colegiata, templo que se sitúa precisamente en un eje noroeste-sudeste.

La forma del monumento la constituye un podio sobre el que se alza una sepulcro y encima una pirámide coronada por un turíbulo. En el podio se dispone una cartela con una inscripción latina compuesta por Juan de Iriarte, que dice:

Philippo V. Hispaniarvm Regi. / Principi Máximo. / Optimo Parenti. / Ferdinandvs VI / Possvit. 
(En español: A Felipe V, rey de España, príncipe grande, padre bueno: su hijo Fernando VI ofrece este monumento.)
Ante el sepulcro se dispone la corona, cetro y manto reales sobre un almohadón. Delante de la pirámide se disponen los retratos de Felipe V e Isabel de Farnesio en sendos cartuchos ovales, obra de Lebasseau; sobre los que apoya una alegoría de la Fama que toca la trompeta. A los lados del sepulcro se sitúan dos grupos escultóricos: la Caridad (izquierda) y una alegoría de España, llorando. Ambos grupos son obra de Hubert Dumandré y Pierre Pitué.
Sobre el perfumador o turíbulo que corona la pirámide y que expulsa un denso humo, se disponen en el arranque de la bóveda las armas de Felipe V e Isabel de Farnesio acoladas y coronadas con una corona real siendo sujetadas por dos ángeles. Este último grupo escultórico constituye el arranque de la bóveda.
Según Yves Bottineau el panteón constituye la mezcla del arte del momento en España, Francia e Italia. Además se ha considerado este monumento la inspiración para el de Fernando VI en la iglesia del monasterio de Santa Bárbara (Salesas Reales) en Madrid, cuya inscripción también compuso Juan de Iriarte.

### Individuales
1. 1 2  Sugranyes Foletti, Silvia (2011). La colección de dibujos Rablagio: un ejemplo de la actividad de dos maestros emigrantes italianos en España, (1737-1760) (Tesis de doctor). Madrid: Universidad Complutense de Madrid. p. 91.
2. ↑  Bottineau, 1955, p. 265.
3. ↑  Martín Sedeño, Santos; Gómez Somorrostro, Andrés (1849). «Real Panteón». Descripcion del Real Sitio de San Ildefonso y sus jardines y fuentes. Eduardo Baeza. pp. 11-14. Consultado el 18 de julio de 2023.